# ديزة طويلة الأوراق
ديزة طويلة الأوراق (الاسم العلمي:Disa longifolia) هي نوع من النباتات تتبع جنس الديزة من الفصيلة السحلبية.